# ساندي بارون
ساندي بارون (بالإنجليزية: Sandy Baron)‏ (و. 1937 – 2001 م) هو كاتب سيناريو، وممثل تلفزي، وممثل أفلام، وممثل مسرحي أمريكي، ولد في بروكلين، توفي في فان نويس، عن عمر يناهز 64 عاماً، بسبب نفاخ رئوي.

## التعليم
تعلم في ثانوية طوماس جفرسون ‏.

## وصلات خارجية
- ساندي بارون على موقع IMDb (الإنجليزية)
- ساندي بارون على موقع ألو سيني (الفرنسية)
- ساندي بارون على موقع ميوزك برينز (الإنجليزية)
- ساندي بارون على موقع أول موفي (الإنجليزية)
- ساندي بارون على موقع قاعدة بيانات برودواي على الإنترنت (الإنجليزية)
- ساندي بارون على موقع قاعدة بيانات الأفلام السويدية (السويدية)
- ساندي بارون على موقع ديسكوغز (الإنجليزية)
- ساندي بارون على موقع قاعدة بيانات الفيلم (الإنجليزية)
- ساندي بارون على موقع كينوبويسك (الروسية)